# Mohammed Bushnaq
Mohammed Bushnaq (en árabe: محمد بشناق‎) es un artista palestino famoso por sus pinturas y esculturas , nacido el año 1934.  Su hija es la artista Suzan Bushnaq.